# Bennie Bonacio
Bennie Bonacio, pseudonimo di Sebastiano Bonacia (Mineo, 4 settembre 1903 – Clearwater, 10 gennaio 1974), è stato un clarinettista, sassofonista, compositore e produttore musicale italiano naturalizzato statunitense.

## Biografia
Bennie Bonacio (Sebastiano Bonacia) fu sassofonista, compositore ed editore musicale italo-americano. Nacque a Mineo il 4 settembre 1903) da Salvatore Bonacia e Agrippina Maccarrone. Morì a Clearwater in Florida il 10 gennaio del 1974, dove si era trasferito alcuni mesi prima da Elmhurst (Queens).
Giovanissimo, apprendista sarto, emigra negli Stati Uniti. Il 18 luglio 1920 si imbarca sulla nave "Patria" da Palermo, dopo 10 giorni sbarca a New York (un omonimo risulta arrivato a New York il 25 agosto 1920). È ospitato dallo zio Sebastiano, da tempo emigrato negli USA. Dai registri si ha una sua sommaria descrizione: altezza: 157,5 cm, occhi: castani, capelli: castani, carnagione: rosea.

Nel 1927 acquisisce la cittadinanza statunitense

Bennie Bonacio ha frequentato "harmony and ear training" alla Juilliard School of Music.
È stato sassofonista nelle orchestre di Vincent Lopez, Rudy Vallee, Percy Faith, Morton Gould e Andre Kostalanetz e, soprattutto, di Paul Whiteman. Nella Big Band del "Re del Jazz" fu primo sax alto e clarinetto. Fu sostituito da Al Gallodoro perché, partito in vacanza in Italia, vi si era trattenuto un po' troppo a lungo. Ha suonato anche nell'orchestra della C.B.S. e della New York Philharmonic.
Dal 1950 fu membro della “Società Americana dei Compositori, Autori ed Editori” (ASCAP).
Ha lavorato in radio e anche in commedie musicali.
Nel settembre del 1951 fonda a assieme a Adrian Jacobs della Bulova l'etichetta discografica "400".
Le sue composizioni vocali e strumentali più note sono “Te Amo”, “The Wishing Well”, “My Search for You Is Ended” e “My Love for You”.
Sposato con Frances (Fanny), ebbe due figlie Lola e Marylyn.